# توني هال
توني هال (بالإنجليزية: Tony Hall)‏ (17 يناير 1969 في المملكة المتحدة - ) هو لاعب كرة قدم بريطاني في مركزي قلب الدفاع والدفاع. لعب مع نادي ترانمير روفرز لكرة القدم ونادي هارتلبول يونايتد وووترفورد يونايتد ونادي إيست فيف ونادي غيتزهد وKilkenny City A.F.C. ‏ وبيرويك راينجرز ونادي بيليمينا يونايتد.

## وصلات خارجية
- توني هال على موقع قاعدة بيانات كرة القدم.إي يو (الإنجليزية)